# Muestreo en poblaciones finitas
El muestreo en poblaciones finitas o encuesta por muestreo es una técnica de muestreo que consiste en la selección de una parte de los elementos de una población estadística ({\displaystyle U}), con el objetivo de sacar conclusiones de dicha población.

## Estimación de población
Por lo tanto una población es un conjunto de {\displaystyle N} elementos, los cuales se numeran de 1 a {\displaystyle N}, por lo tanto:
{\displaystyle U=(1,2,...i,....,N)}, cada elemento {\displaystyle i} posee un valor {\displaystyle x_{i}} asociado a la variable de interés {\displaystyle x}.

El objetivo es estimar el total de la variable {\displaystyle x} o sea:
{\displaystyle t_{x}=\sum \nolimits _{U}x_{i}}, donde{\displaystyle \sum \nolimits _{U}} indica la suma {\displaystyle i} en toda la población ({\displaystyle U})
o la media poblacional de dicha variable.
{\displaystyle {\bar {x}}_{U}={\frac {\sum \nolimits _{U}x_{i}}{N}}={\frac {t_{x}}{N}}}
por lo tanto el estimador HT para la variable {\displaystyle x} es:
{\displaystyle {\hat {t}}_{x}=\sum \nolimits _{s}x_{i}d_{i}}
donde {\displaystyle d_{i}} es el inverso de la probabilidad de inclusión del elemento {\displaystyle i} en la muestra.